# Danny Worth
Pour les articles homonymes, voir Worth.
Danny Weston Worth (né le 30 septembre 1985 à Los Angeles, Californie, États-Unis) est un joueur de champ intérieur de baseball. Il évolue dans la Ligue majeure de baseball de 2010 à 2014 pour les Tigers de Détroit. En 2016, il est sous contrat chez les Astros de Houston.

## Carrière
Après des études secondaires à la Valencia High School de Valencia (Californie), Danny Worth suit des études supérieures à la Pepperdine University où il porte les couleurs des Pepperdine Waves de 2005 à 2007. Il affiche une moyenne au bâton de ,344 en 2007. En trois saisons universitaires, il dispute 183 matchs consécutifs dont 181 sur la formation partante des Waves.
Worth est repêché le 6 juin 2007 par les Tigers de Détroit au deuxième tour de sélection. Il perçoit un bonus de 378 000 dollars à la signature de son premier contrat professionnel.
Il passe trois saisons en ligues mineures sous les couleurs des Flying Tigers de Lakeland (A+, 2007), des SeaWolves d'Érié (AA, 2007-2009) et des Mud Hens de Toledo (AAA, 2008-2009).
Affecté en Triple-A en début de saison 2010, Worth fait ses débuts en Ligue majeure le 16 mai 2010 contre les Red Sox de Boston. À cette occasion, il réussit son premier coup sûr au plus haut niveau en trois passages au bâton, et récolte un point produit. Arrêt-court de formation, Worth joue également au deuxième et au troisième but en Ligues mineures, et c'est au deuxième but qu'il fait son entrée dans le baseball majeur.
Joueur réserviste pour les Tigers, il fait de brefs séjours avec le club, entrecoupés de longs passages dans les mineures. De 2010 à 2014, il dispute ainsi 135 matchs avec Détroit. Sa moyenne au bâton s'élève à ,230 avec 60 coups sûrs, dont deux circuits, et 19 points produits. 
Il quitte l'organisation des Tigers après la saison 2014. Après une année 2015 passée entièrement dans les mineures avec le club-école des Diamondbacks de l'Arizona à Reno, il est mis sous contrat le 26 janvier 2016 par les Astros de Houston.

## Statistiques
| Saison | Équipe  | G  | AB  | R  | H  | 2B | 3B | HR | RBI | SB | BA    |
| ------ | ------- | -- | --- | -- | -- | -- | -- | -- | --- | -- | ----- |
| 2010   | Détroit | 39 | 106 | 10 | 27 | 5  | 0  | 2  | 8   | 1  | 0,255 |
| Totaux | Totaux  | 39 | 106 | 10 | 27 | 5  | 0  | 2  | 8   | 1  | 0,255 |

Note : G = Matches joués ; AB = Passages au bâton; R = Points ; H = Coups sûrs ; 2B = Doubles ; 3B = Triples ; 
HR = Coup de circuit ; RBI = Points produits ; SB = Buts volés ; BA = Moyenne au bâton.